# Municipio de Burr Oak (Míchigan)
El municipio de Burr Oak (en inglés: Burr Oak Township) es un municipio ubicado en el condado de St. Joseph en el estado estadounidense de Míchigan. En el año 2010 tenía una población de 2611 habitantes y una densidad poblacional de 28,04 personas por km².

## Geografía
El municipio de Burr Oak se encuentra ubicado en las coordenadas 41°50′49″N 85°20′39″O / 41.84694, -85.34417. Según la Oficina del Censo de los Estados Unidos, el municipio tiene una superficie total de 93.1 km², de la cual 91,3 km² corresponden a tierra firme y (1,94 %) 1,81 km² es agua.

## Demografía
Según el censo de 2010, había 2611 personas residiendo en el municipio de Burr Oak. La densidad de población era de 28,04 hab./km². De los 2611 habitantes, el municipio de Burr Oak estaba compuesto por el 97,36 % blancos, el 0,46 % eran afroamericanos, el 0,31 % eran amerindios, el 0,5 % eran asiáticos, el 0,46 % eran de otras razas y el 0,92 % eran de una mezcla de razas. Del total de la población el 2,53 % eran hispanos o latinos de cualquier raza.